# Jackie Lewis
John Rex Lewis (Stroud, Gloucestershire, Reino Unido; 1 de noviembre de 1936), más conocido como Jackie Lewis, es un piloto británico de automovilismo.

## Carrera

### Inicios
Lewis comenzó a competir a los 22 años, participando en el campeonato nacional de Fórmula 3. En 1959 pasó a la Fórmula 2 y en 1960 logró varias victorias.

### Fórmula 1
Animado por los resultados, el piloto decidió intentar el paso a la Fórmula 1 para 1961. Al volante de un Cooper consiguió el cuarto puesto en el Gran Premio de Italia, penúltima carrera de la temporada, y atrajo la atención de varios equipos. Por lo tanto, en 1962 BRM decidió proporcionarle un coche, pero no pudo clasificarse en Mónaco. Por tanto, decidió volver a competir con Cooper, pero al final de la temporada decidió retirarse del automovilismo para dedicarse a gestionar su granja en Gales.

## Resultados

### Fórmula 1
(Clave) (negrita indica pole position) (cursiva indica vuelta rápida)

| Año     | Escudería       | 1     | 2       | 3     | 4       | 5       | 6       | 7     | 8   | 9   | Pos. | Puntos |
| ------- | --------------- | ----- | ------- | ----- | ------- | ------- | ------- | ----- | --- | --- | ---- | ------ |
| 1961    | H&L Motors      | MON   | NED     | BEL 9 | FRA Ret | GBR Ret | GER 9   | ITA 4 | USA |     | 14.º | 3      |
| 1962    | Ecurie Galloise | NED 8 | MON DNQ | BEL   | FRA Ret | GBR 10  | GER Ret | ITA   | USA | RSA | NC   | 0      |
| Fuente: |                 |       |         |       |         |         |         |       |     |     |      |        |